# Droga wojewódzka nr 554

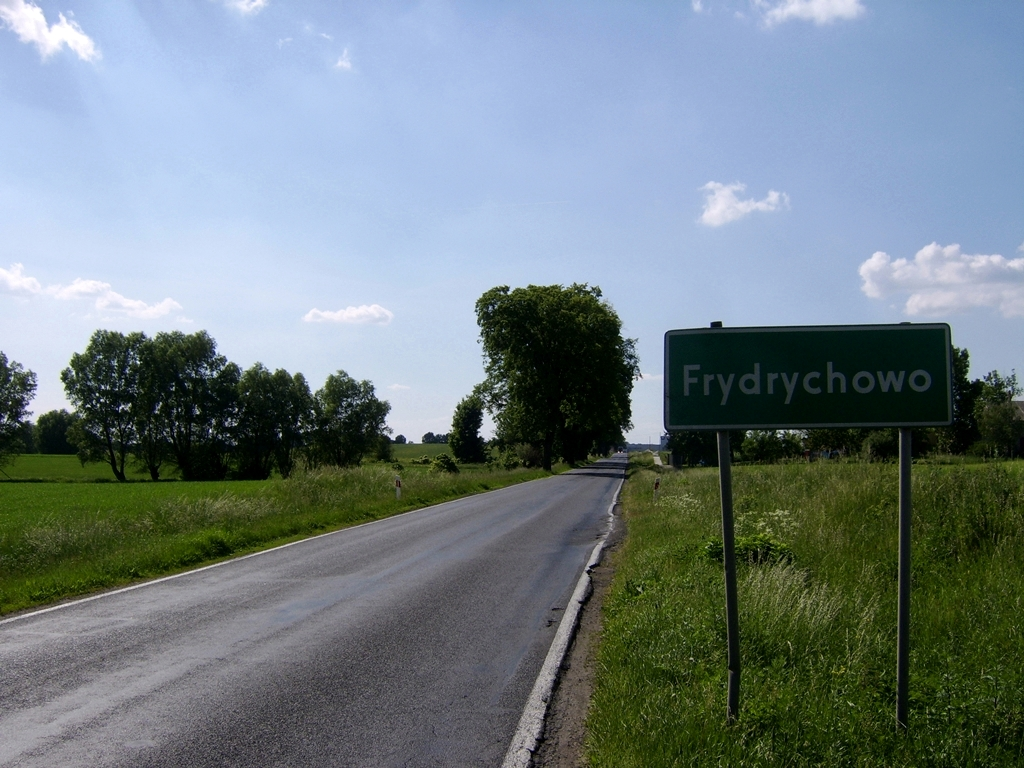
DW554 w Frydrychowie

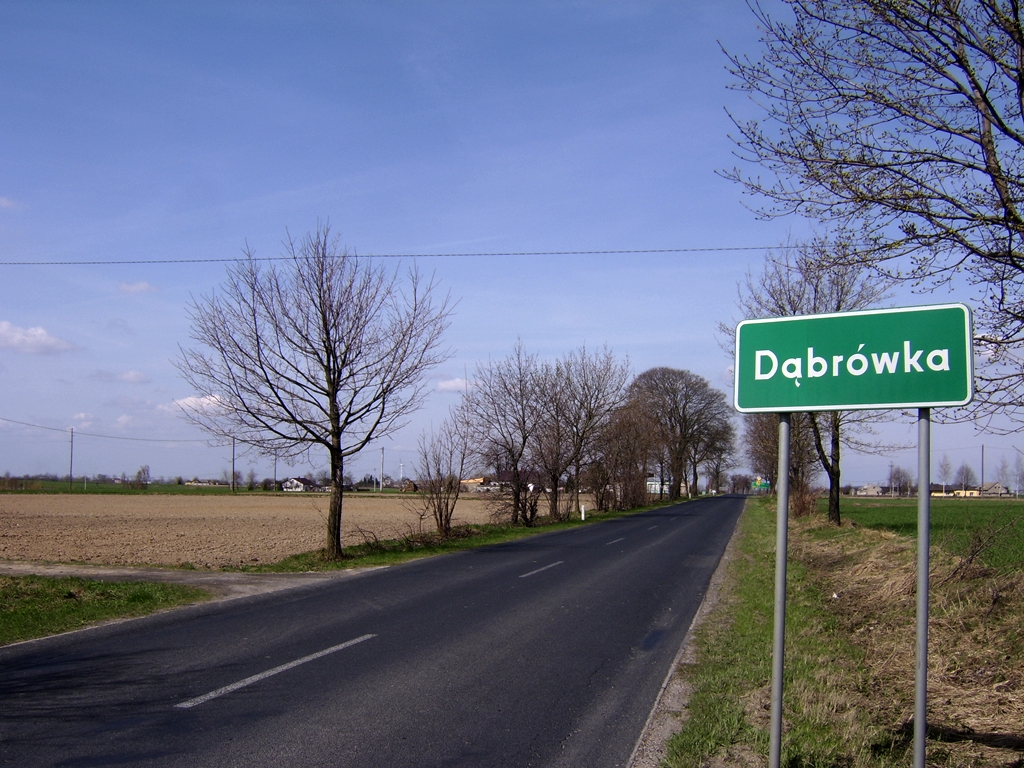
W Dąbrówce

Droga wojewódzka nr 554 (DW554) – droga wojewódzka łącząca Sierakowo z miejscowością Kikół. Przebiega przez dwa miasta: Kowalewo Pomorskie i Golub-Dobrzyń.
Na odcinku w Kowalewie Pomorskim ma wspólny przebieg z drogą krajową DK15.
Na odcinku w Golubiu-Dobrzyniu ma wspólny przebieg z drogą wojewódzką DW534.

## Miejscowości leżące przy trasie DW554
- Orzechowo (DW551)
- Sierakowo (DW649)
- Kowalewo Pomorskie (DK15)
- Frydrychowo (DK15)
- Ostrowite
- Podzamek Golubski
- Golub-Dobrzyń (DW534, DW569)
- Sitno
- Zbójno (DW556)
- Adamki
- Klonowo
- Dąbrówka
- Moszczonne
- Lubin
- Kikół (DK10)